# نیروهای مسلح جمهوری قرقیزستان
نیروهای مسلح جمهوری قرقیزستان (قرقیزی: Кыргыз Республикасынын Куpaлдуу Kүчтөpү) مجموعه نیروهای نظامی قرقیزستان است، که از نیروی زمینی قرقیزستان، نیروی هوایی قرقیزستان و گارد جمهوری قرقیزستان تشکیل می‌شود.